# Прагсдорф
Прагсдорф (нем. Pragsdorf) — община в Германии, в земле Мекленбург-Передняя Померания.
Входит в состав района Мекленбург-Штрелиц. Подчиняется управлению Штаргардер Ланд.  Население составляет 499 человек (на 31 декабря 2010 года). Занимает площадь 14,32 км².